# Anozygidae
De Anozygidae zijn een familie van uitgestorven weekdieren uit de klasse van de Gastropoda (slakken).

## Taxonomie
De volgende taxa zijn in de familie ingedeeld:
- Onderfamilie  † Anozyginae Bändel, 2002
  - Geslacht  † Anozyga Hoare, 1980
    -  † Anozyga bulla Hoare, 1980
- Onderfamilie  † Tmetoneminae Bändel, 2002
  - Geslacht  † Tmetonema Longstaff, 1912
    -  † Tmetonema putnamensis K. Bandel, 2002
    -  † Tmetonema rossenrayensis K. Bandel, 2002
    -  † Tmetonema subsulcatum Longstaff, 1912